# Anthidiellum apicatum
Anthidiellum apicatum är en biart som först beskrevs av Smith 1879.  Anthidiellum apicatum ingår i släktet Anthidiellum och familjen buksamlarbin. Inga underarter finns listade i Catalogue of Life.